# 라일 로벳
라일 로벳(Lyle Lovett, 1957년 11월 1일 ~ )은 미국의 가수 및 배우이다.